# Debate de cocina

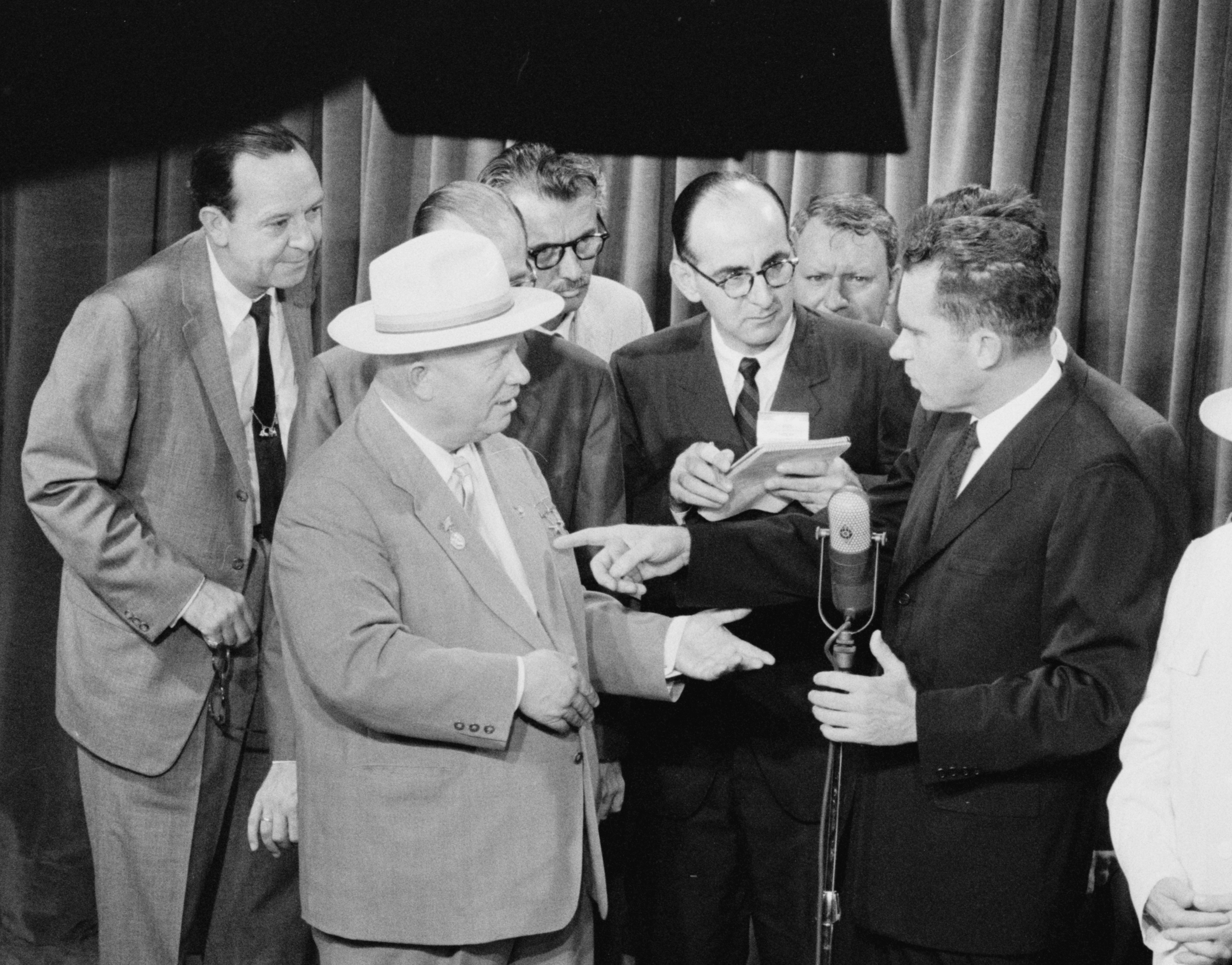
El vicepresidente estadounidense Richard Nixon debatiendo con Nikita Jrushchov en lo que llegó a ser conocido como el debate de cocina, el 24 de julio de 1959.

El histórico debate de cocina (en inglés kitchen debate y en ruso Кухонные дебаты, transliterado como kujonnye debaty) fue una discusión improvisada (a través de intérpretes), el 24 de julio de 1959, entre el entonces vicepresidente estadounidense Richard Nixon y el secretario general del Partido Comunista de la Unión Soviética Nikita Jrushchov. Tuvo lugar durante la apertura de la Exhibición Nacional Estadounidense instalada en el parque Sokólniki de la capital soviética de Moscú. Para ese evento en especial, se montó una casa prefabricada, de la que sus promotores dijeron que cualquier persona (con un salario digno) en los Estados Unidos podía costearse. Esta vivienda fue provista para la ocasión, con varios aparatos de cocina de la actualmente denominada «línea blanca», que aliviaban el trabajo de las amas de casa, a la vez que representaban los frutos del «floreciente» mercado norteamericano de bienes de consumo, virtualmente inexistente en la URSS de aquellos años.

## Historia
El debate de cocina fue la primera reunión de alto nivel entre un líder soviético y otro estadounidense desde la cumbre de Ginebra de 1955 (aunque no se tratase estrictamente de un jefe de Estado en este último caso). Sería denominado así porque ocurrió en parte dentro de la cocina de un modelo de casa suburbana estadounidense en exposición, la cual estaba seccionada por la mitad para que pudiese ser fácilmente observada desde el exterior.
También se la denominó jocosamente splítnik, un juego de palabras entre el verbo inglés to split (“separar, dividir”) y el pequeño Spútnik 1, el primer satélite artificial de la Tierra, que había sido lanzado al espacio por los soviéticos el 4 de octubre de 1957. Allí Richard Nixon y Nikita Jrushchov discutieron sobre los méritos de sus respectivos sistemas económicos, el capitalismo de las democracias occidentales y el  comunismo soviético. Este debate tuvo lugar poco antes de la escalada de la Guerra Fría, que se dio a partir de 1960, con el incidente del avión espía U-2. La mayoría de los estadounidenses que vieron el debate por televisión dijeron que Nixon lo había hecho mejor, lo que, a su vez, contribuyó a realzar la imagen interna de éste como anticomunista. El evento fue grabado en color, una tecnología por entonces nueva y disponible en los EE.UU desde 1954, que Nixon presentó a su contraparte como uno de varios avances estadounidenses.
Asimismo, Richard Nixon mencionó otros típicos productos disponibles en una típica sociedad de consumo diversificada, como los lavavajillas, las podadoras de césped, los automóviles Cadillacs convertibles, diferentes colores de maquillaje, lápices labiales, tacos o tacones aguja, equipos estéreo de alta fidelidad (recién disponibles desde 1958), batidoras y gaseosas cola. Además, tocando el tema sensible de la natural tendencia de la URSS al desabastecimiento, mencionó que los supermercados estadounidenses estaban repletos de comestibles. Fue el énfasis que hizo Nixon de los electrodomésticos que hicieron que el evento en cuestión sea recordado como el “debate de cocina”. El vicepresidente estadounidense, mientras defendía su alegato, hasta llegaría a poner su dedo índice sobre la solapa del líder soviético, en una actitud que ciertamente lo alejaba de las usualmente rígidas formalidades de la diplomacia.
Ambos hombres argumentaron sobre los logros industriales de sus respectivos países, con un Jrushchov haciendo hincapié en que la URSS se enfocaba en “cosas que realmente importaban”, en lugar de “perder el tiempo” y fabricar artículos que le parecían “superfluos”. De hecho, diría que “no creía que los obreros estadounidenses pudiesen permitirse el lujo de tales aparatos inútiles, además de menospreciarlos al comentar que “evocaban la actitud capitalista hacia la mujer”.
Inclusive, y a propósito de los aparatos domésticos “que hacían la vida más fácil”, el líder soviético preguntó sarcásticamente si en los EE. UU. ya se había fabricado una máquina que “pusiese la comida en la boca y la empujase hacia la garganta”. Nixon respondió diciendo que, por lo menos la competencia era tecnológica (civil), más que militar. Al final, los dos líderes acordaron que ambas grandes naciones, los Estados Unidos y la Unión Soviética serían más abiertas la una a la otra, lo cual, a decir verdad, no sería cierto en los lustros y décadas por venir. De hecho, recién durante las políticas de  glásnost (“transparencia”) y la perestroika (“reestructuración”), lanzadas por Mijaíl Gorbachov en 1986, la URSS se abriría a un diálogo más abierto con Occidente. No obstante, Jrushchov era escéptico acerca de la promesa de Nixon de que sus comentarios serían traducidos al inglés y difundidos en los EE. UU. La cocina en cuestión fue diseñada por la empresa All-State properties, sita en el estado de la Florida. Luego del debate, que contribuyó a darle cierta popularidad a la compañía, ésta decidió lanzar al mercado hogares alternativos baratos y asequibles.

## Transmisión televisiva
En los Estados Unidos, las tres mayores cadenas televisivas (ABC, CBS y NBC) transmitieron el “debate de cocina” el 25 de julio. Los soviéticos protestaron en consecuencia, ya que Nixon y Jrushchov habían acordado que se lo transmitiría simultáneamente en ambos países. Incluso los soviéticos amenazaron con retener momentáneamente la cinta (tape) de la grabación hasta que ellos mismos estuviesen listos para realizar su propia emisión. Las cadenas estadounidenses, no obstante, lógicamente habían especulado que, de demorar la transmisión, se hubiese perdido la inmediatez de la noticia, la cual, justamente por eso, hubiese dejado de serlo. Dos días después, el 27 de julio, el debate fue transmitido en la televisión de Moscú, pero solo se tradujeron parcialmente los comentarios de Nixon, y se emitió tarde en la noche.

## Reacción estadounidense
Dentro de los EE. UU., la reacción al debate fue inicialmente mixta. El diario The New York Times la llamó un “intercambio [de palabras] que enfatizaba la [creciente] brecha entre el entonces bloque del Este y Occidente, pero que tenía poca sustancia”, y lo retrató como una suerte de maniobra política. Asimismo, al día siguiente, el tradicional periódico neoyorquino agregó que la opinión pública (estadounidense, ya que la soviética virtualmente no existía) parecía dividida tras los debates. Por su lado, la revista de actualidad política Time, que también cubría la exhibición, elogió a Nixon, al decir que “se las arregló de una manera única para personificar un carácter nacional orgulloso de sus logros, seguro de su modo de vida, confiado de su poder bajo amenaza”.
A pesar de la naturaleza informal y no estrictamente diplomática del intercambio, Nixon vería crecer su popularidad a su regreso de Moscú. Después de lo que hasta ese momento había sido una relación más bien tibia con el público.
Inmediatamente después del viaje, su perfil como hombre de Estado sobresalió por encima del que usualmente tienen los vicepresidentes, lo que en parte contribuyó a incrementar sus posibilidades de obtener la candidatura republicana a la presidencia, lo que finalmente lograría. No obstante, todavía no lograría acceder a la máxima magistratura del país, ya que, en las elecciones presidenciales del 4 de noviembre de 1960 perdería a favor de su rival demócrata, John Fitzgerald Kennedy.